# Université de la vallée de l'Itajaí
L'université de la vallée de l'Itajaí (Universidade do Vale do Itajaí ou UNIVALI) est une université brésilienne dont le siège se situe à Itajaí, sur le littoral centre-nord de l'État de Santa Catarina. 
L'université est placée sous l'autorité de la fondation UNIVALI, entité privée à but non lucratif. Elle fut créée le 21 mars 1989.
Elle est implantée sur six campus: Itajaí, Balneário Camboriú, Biguaçu, Balneário Piçarras, São José et Tijucas. Elle accueille plus de 30 000 étudiants.